# Sterling Rohlfs
Sterling Rohlfs (Brooklyn, 18 mei 1887 - 27 maart 1928), zoon van Charles Rohlfs en Anna Katharine Green en broer van Roland Rohlfs was een Amerikaans testpiloot. Hij overleed in 1928 bij een vliegtuigongeluk in Toluca, Mexico.